# فیات بارچتا

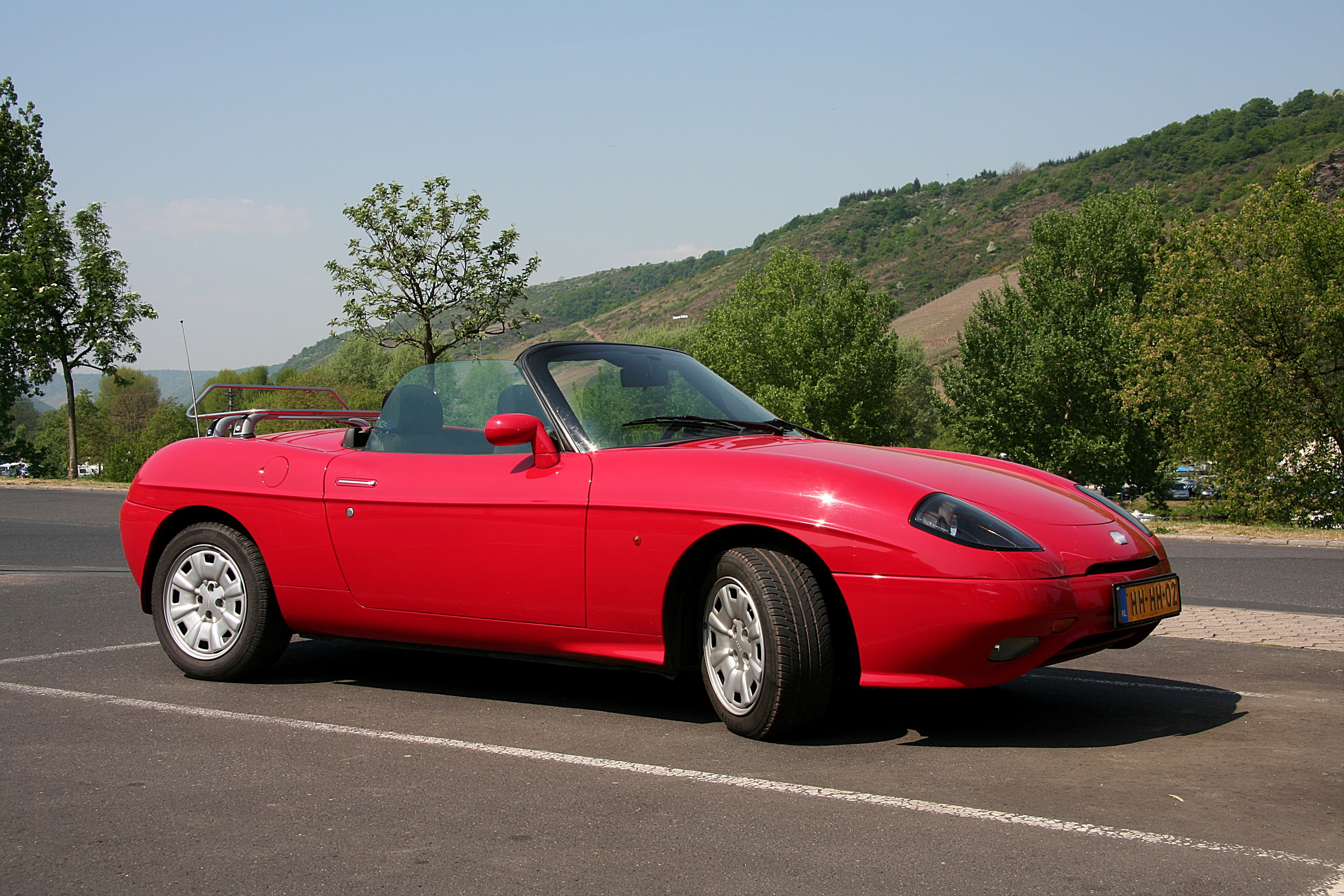

فیات بارچتا (Fiat Barchetta) خودرویی است که در سال‌های ۱۹۹۵-۲۰۰۲ ، ۲۰۰۴-۲۰۰۵در ایتالیا، تورین تولید شده‌است. 
این خودرو در کلاس رودستر قرار گرفته، طول آن در حالت طبیعی ۳٬۹۱۶ میلیمتر (۱۵۴٫۲ اینچ)، عرض آن در حالت طبیعی ۱٬۶۴۰ میلیمتر (۶۵ اینچ) و ارتفاع آن در حالت طبیعی ۱٬۲۶۵ میلیمتر (۴۹٫۸ اینچ) و وزن آن در حالت طبیعی ۱٬۰۵۶ کیلوگرم (۲٬۳۲۸ پوند) است. 
موتور آن ۱۷۴۷ سی‌سی سامانه جعبه‌دندهٔ آن ۵ دنده به صورت دستی است.